# (35254) 1996 BW2
1996 BW2 (asteroide 35254) é um asteroide da cintura principal. Possui uma excentricidade de 0.17530700 e uma inclinação de 18.56050º.
Este asteroide foi descoberto no dia 26 de janeiro de 1996 por Fumiaki Uto em Kashihara.